# 24UR
24ur je dnevno-informativna oddaja slovenske komercialne televizije POP TV, ki je na sporedu vsak dan ob 19. uri. Med tednom ima oddaja tudi svojo popoldansko izdajo - 24UR POPOLDNE (ob 17.00) - in večerno izdajo - 24UR ZVEČER (začetek okoli 22:00). 

## Struktura
Osrednja oddaja 24ur se prične z vremensko napovedjo ob 18.53. Ob 18.57 se oddaja prične z napovedjo vsebine in nadaljuje s poročili. Po novicah ob približno 19.35 ponovno sledi vremenska napoved, za njo pa rubrika Pop In. Ob 19.50 je na vrsti še šport. Ob sobotah rubriko Pop In nadomesti Inšpektor. V nedeljo je pred drugo vremensko napovedjo na sporedu rubrika 24ur Fokus. 
Med poročili osrednji voditeljski par (včasih tudi posameznik) napove temo prispevka, ki ga pripravi novinar. Ti mestoma govorijo naracijo na sliko, mestopa se tudi javljajo v obliki raporta. Oddaja se zadnja leta usmerja v populističen način poročanja, v napovedih so pogoste populistične strukture. Vključuje tudi določene prispevke iz oddaje Preverjeno.

## Nagrade in nominacije
- strokovni viktor za najboljšo informativno TV-oddajo (za leto 2004, 2005, 2006, 2007, 2008)
- nominacija za strokovnega viktorja za najboljšo informativno TV-oddajo (za leto 1997, 1998, 1999, 2000, 2001, 2002, 2003, 2009, 2010, 2011)
- viktor popularnosti za najboljšo TV-oddajo (2012)

## Ustvarjalci oddaje
- Voditeljska para 24UR: Edi Pucer in Darja Zgonc; Jani Muhič in Petra Kerčmar (izmenjaje)
- Novinarji oddaje 24UR: Metka Majer, Anže Božič, Žiga Bonča, Žana Vertačnik, Ema Čepon, Marko Gregorc, Sandra Boršič, Jaka Vran, Špela Bezjak Zrim, Tina Švajger, Jana Ujčič, Tanja Volmut, Tina Reberšek, Tisa Stergel, Leja Hrovat, Ana Vidic Kostevc
- Voditelji oddaj 24UR zvečer in 24UR popoldne: Uroš Slak, Edi Pucer, Darja Zgonc, Jani Muhič, Petra Kerčmar, Žiga Bonča (izmenjaje)
- Šport: Nika Mulec, Andraž Hočevar, Eva Koderman Pavc, Sanja Modrić (izmenjaje)
- Vreme: Katja Jevšek, Jana Morelj Vidmar, Aleš Satler[2], Špela Jereb (izmenjaje)
- Vizita (ob petkih): Špela Bezjak Zrim[3], Špela Lobe, Tjaša Dugulin[4] (izmenjaje)
- POP In (ponedeljek-petek in nedelja): Polona Jambrek, Ota Širca Roš, Simon Vadnjal, Anastasija Jović[5] (izmenjaje)
- Inšpektor (sobota): Petra Čertanc Mavsar, Tea Šentjurc, Maja Sodja (izmenjaje)
- 24ur Fokus (nedelja): Petra Čertanc Mavsar, Maja Sodja, Jure Tepina, Miha Drozg (izmenjaje)
- 24ur Dejstva (četrtek): Neža Steiner, Brigita Potočnik[6] (izmenjaje)

## Nekdanji ustvarjalci oddaje
- Voditelji: Drago Balažič, Tamara Vonta, Matjaž Tanko, Sandi Salkič, Nataša Pirc Musar, Maja Sodja, Miha Drozg, Boštjan Lajovic, Valentin Areh
- Vreme: Miran Trontelj, Alenka Oldroyd, Robert Erjavec
- Šport: Franci Petek, Špela Pretnar, Tomaž Klemenčič, Nataša Briški
- POP In: Urška Pirš, Andreja Virk, Tara Zupančič
- Vizita: Urška Šestan[7], Alenka Kesar, Katja Benčina